# Русское Село (Минская область)

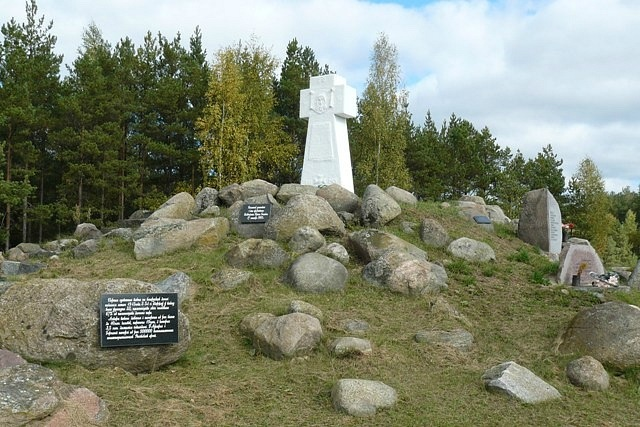
Кладбище русских солдат 1-й мировой войны

Русское Село (бел. Рускае Сяло) — деревня в Вилейском районе Минской области Белоруссии, в составе Нарочанского сельсовета. Население 125 человек (2009).

## География
Деревня находится в 5 км к юго-западу от центра сельсовета, агрогородка Нарочь и в 15 км к северо-западу от центра города Вилейка, расположена близ границы с Гродненской областью. В двух километрах к востоку от деревни течёт река Нарочь. Рядом с деревней проходит автодорога Р63 на участке Вилейка — Сморгонь.

## Достопримечательности
- Придорожная часовня (конец XIX века)
- Кладбище русских солдат 1-й мировой войны. Белый каменный крест в память о павших (поставлен в 2002 году)